# Epiphellia elongata
Epiphellia elongata is een zeeanemonensoort uit de familie Isophelliidae.
Epiphellia elongata is voor het eerst wetenschappelijk beschreven door Carlgren in 1950.